# لاري شيلدز
لاري شيلدز (بالإنجليزية: Larry Shields)‏ هو عازف كلارينيت أمريكي، ولد في 13 سبتمبر 1893 في نيو أورلينز في الولايات المتحدة، وتوفي في 21 نوفمبر 1953 في لوس أنجلوس في الولايات المتحدة.

## وصلات خارجية
- لاري شيلدز على موقع IMDb (الإنجليزية)
- لاري شيلدز على موقع ميوزك برينز (الإنجليزية)
- لاري شيلدز على موقع قاعدة بيانات برودواي على الإنترنت (الإنجليزية)
- لاري شيلدز على موقع أول ميوزيك (الإنجليزية)
- لاري شيلدز على موقع ديسكوغز (الإنجليزية)